# Kanoper

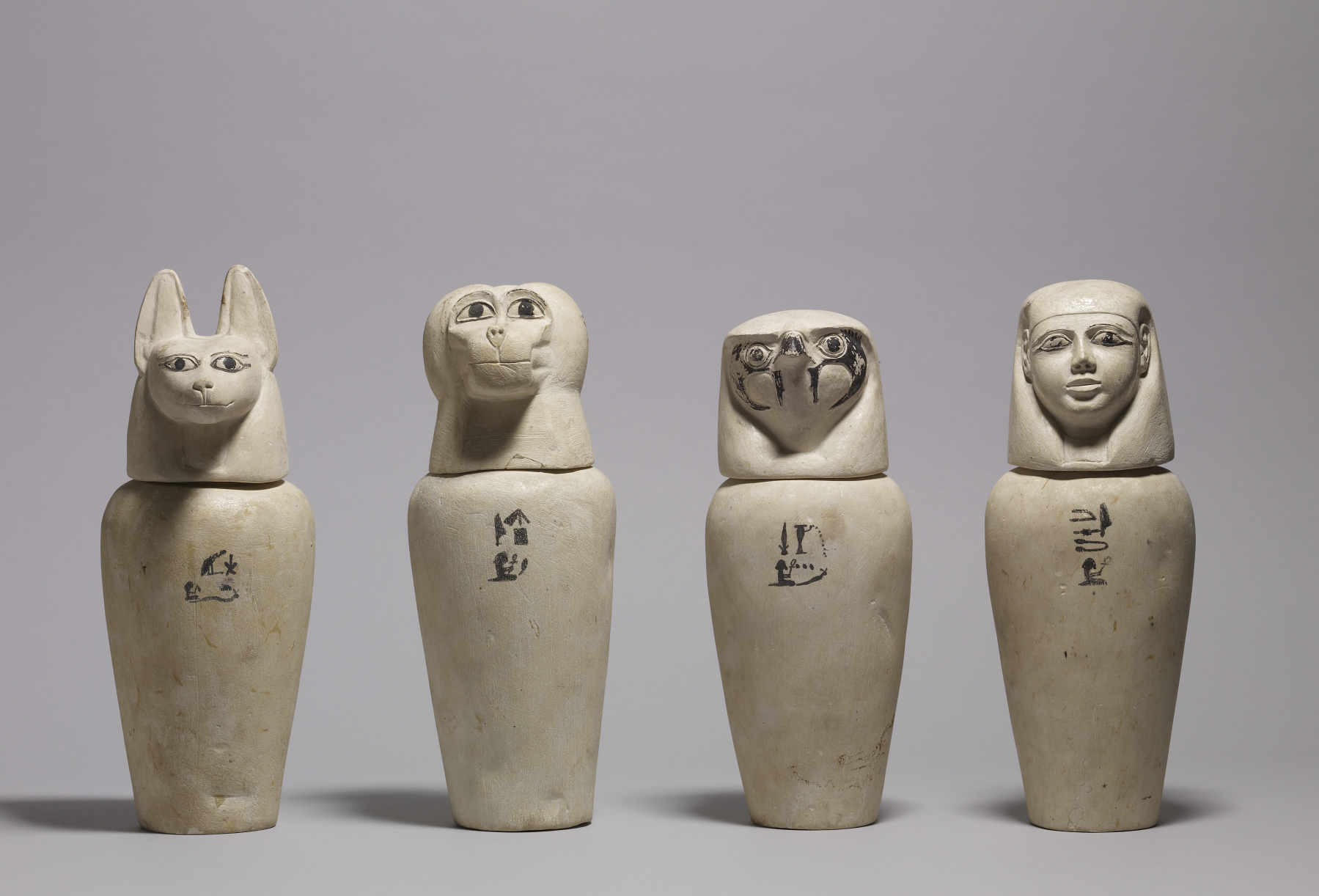
De fyra kanoperna.

Kanoper fanns i det antika Egypten, och var kärl i vilka en avliden persons borttagna inälvor förvarades. Kanoperna var vanligen fyra stycken och innehöll den avlidnes lever, lungor, magsäck och tarmar. Varje kärl pryddes av huvudet till den av horussönerna som skyddade respektive organ.